# Sima Martel
La cueva sima Martel (también llamada sima Menor) es un sumidero enorme (sima) y una cueva situada en la cima de la meseta del tepuy Sarisariñama, en el Parque nacional Jaua-Sarisariñama, del estado Bolívar, al sur de Venezuela. No es habitual debido a varios factores, incluyendo su enorme tamaño y profundidad, la ubicación en la cima del tepuy con bosques y con una parte del bosque en su base y también debido a la cuarcita rara que a la intemperie influyó en su proceso de formación.
Junto con la vecina Cueva Sima Humboldt fue avistada por primera vez en 1961 por el piloto Harry Gibson. Fue descendido y explorado por primera vez durante la década de 1970.
En total hay cuatro cuevas en cuarcita en el tepuy Sarisariñama. Se trata de las cavernas más antiguas y amplias del mundo.
El nombre del lugar honra la memoria de Édouard-Alfred Martel, espeleólogo francés que se considera fundador de la espeleología moderna.